# Slag bij Bautzen (1945)
De Slag bij Bautzen was een van de laatste veldslagen aan het Oostfront van de Tweede Wereldoorlog. Hij werd gevochten langs de uiterste zuidelijke flank van het Spremberg-Torgauoffensief en kenmerkte zich door dagenlange straatgevechten tussen eenheden van het communistische Poolse 2e Leger en de restanten van het Duitse 4e Pantserleger.
De veldslag vond plaats tijdens de aanval op Berlijn van het 1e Oekraïense Front onder maarschalk Ivan Konev. De gevechten vonden plaats in de stad Bautzen en de rurale gebieden ten noordoosten van de stad. De strijd om de stad begon op 21 april 1945 en duurde tot 26 april, hoewel er nog tot 30 april schermutselingen plaatsvonden. Het Poolse 2e Leger onder generaal Karol Świerczewski leed zware verliezen, maar wist met hulp van Sovjettroepen, een uitbraak van de Duitse troepen richting het westen te voorkomen. 
Na de veldslag claimden beide zijden de overwinning en ook moderne analyses over wie de strijd gewonnen heeft, blijven tegenstrijdig in hun uitkomsten. Omdat de oorlog vrijwel voorbij was en de veldslag geen strategische invloed had op de gelijktijdige Slag om Berlijn, concentreert de Duitse geschiedschrijving zich meer op haar tactische aspecten. De Duitse aanval wist Bautzen en omgeving te heroveren en tot het einde van de oorlog in handen te houden.

## Achtergrond
In de laatste maanden van de Tweede Wereldoorlog nam het Poolse 2e Leger, onder generaal Karol Świerczewski, deel aan de Sovjetaanval op Berlijn. Als onderdeel van het 1e Oekraïense Front van maarschalk Ivan Konev was het gesitueerd in het midden met het 5e Gardeleger aan de rechterzijde en het 7e Gemechaniseerde Korps aan de linkerzijde. Zij namen het op tegen het 4e Pantserleger onder generaal Friz-Hubert Gräser, onderdeel van Legergroep Midden onder veldmaarschalk Ferdinand Schörner.
Op 17 april brak het Poolse 2e Leger door de Duitse verdedigingslinie langs de Weisser Schöps en Neisse rivieren. Hun achtervolging van terugtrekkende Duitse eenheden richting Dresden dreigde de verdere troepen in het Muskauer Forst af te snijden. Op 18 en 19 april drongen eenheden van het 2e Leger (de 8e Infanteriedivisie en het 1e Pantserkorps) Duitse eenheden richting het zuiden terug, terwijl de overige eenheden (de 5e, 7e, 9e en 10e Infanteriedivisies) verder richting Dresden trokken, waarbij ze bruggenhoofden over de rivier de Spree ten noorden van Bautzen wisten te veroveren en de Duitse troepen in het Muskauer Forst vernietigden. De dag erna namen Sovjeteenheden van het 7e Gemechaniseerde Korps delen van Bautzen in, veroverden ze Weißenberg en omsingelden ze diverse Duitse eenheden. 
Generaal Świerczewski besloot prioriteit te geven aan de verovering van Dresden ten faveure van het versterken van zijn zuidelijke flank, waardoor hij afweek van de instructies die hij van Konev had gekregen. Ondertussen bracht Schörner zijn troepen (de "Görlitz Groep") bijeen in de regio rondom Görlitz en Reichenbach, van waaruit hij een tegenaanval wilde lanceren op de zuidelijke flank van het Poolse 2e Leger. Het was zijn doel om de aanval van het 1e Oekraïense Front te stoppen en door te breken richting Berlijn om zo het omsingelde 9e Leger te redden. De Duitsers hoopten dat zij de Sovjettroepen dermate lang van zich af konden houden dat Berlijn uiteindelijk in handen van de westelijke geallieerden zou vallen. De voorbereidingen van Schörners tegenaanval werden volledig gemist door de verkenningseenheden van de Sovjets en de Polen.

## Voorspel

### Betrokken eenheden
De Duitse troepen bestonden uit elementen van het 4e Pantserleger. Voor de gevechten rondom Bautzen beschikten de Duitsers over twee pantserdivisies (de 20e Pantserdivisie en de Fallschirm-Panzer-Division 1. Hermann Göring), twee gemechaniseerde divisies (Pantsergrenadierdivisie Brandenburg en Fallschirm-Panzergrenadier-Division 2. Hermann Göring), een infanteriedivisie (de 17e Infanteriedivisie) en de restanten van de 545e Volksgrenadierdivisie. Deze troepenmacht bestond uit 50.000 man, 300 tanks en 600 kanonnen. De logistieke eenheden van de 10e SS-Pantserdivisie Frundsberg bevonden zich ook in de omgeving van Bautzen.
Het Poolse 2e Leger bestond uit de 5e, 7e, 8e, 9e en 10e Infanteriedivisies, het 1e Pantserkorps en een aantal kleinere eenheden; al met al zo'n 84.000-90.000 man en 500 tanks. Veel van de soldaten waren nieuwe rekruten uit de onlangs bevrijdde Poolse gebieden en hadden weinig gevechtservaring. Ook de kwaliteit van de officieren werd in twijfel getrokken. Een van de meest dringende problemen van het Poolse leger was het gebrek aan een getraind kader. Een schatting uit 1944 laat zien dat het leger slechts een officier had voor elke 1.200 soldaten. Veel van de officieren in het Poolse leger waren Sovjetofficieren van Poolse komaf.
Over het algemeen waren de Duitse eenheden in de minderheid, was hun uitrusting versleten en hadden ze minder voorraden. De Poolse bronnen beschrijven de Duitsers als meer ervaren, maar de Duitse bronnen benadrukken de mix tussen ervaren soldaten en onervaren rekruten van de Hitlerjugend en Volkssturm.

## Veldslag

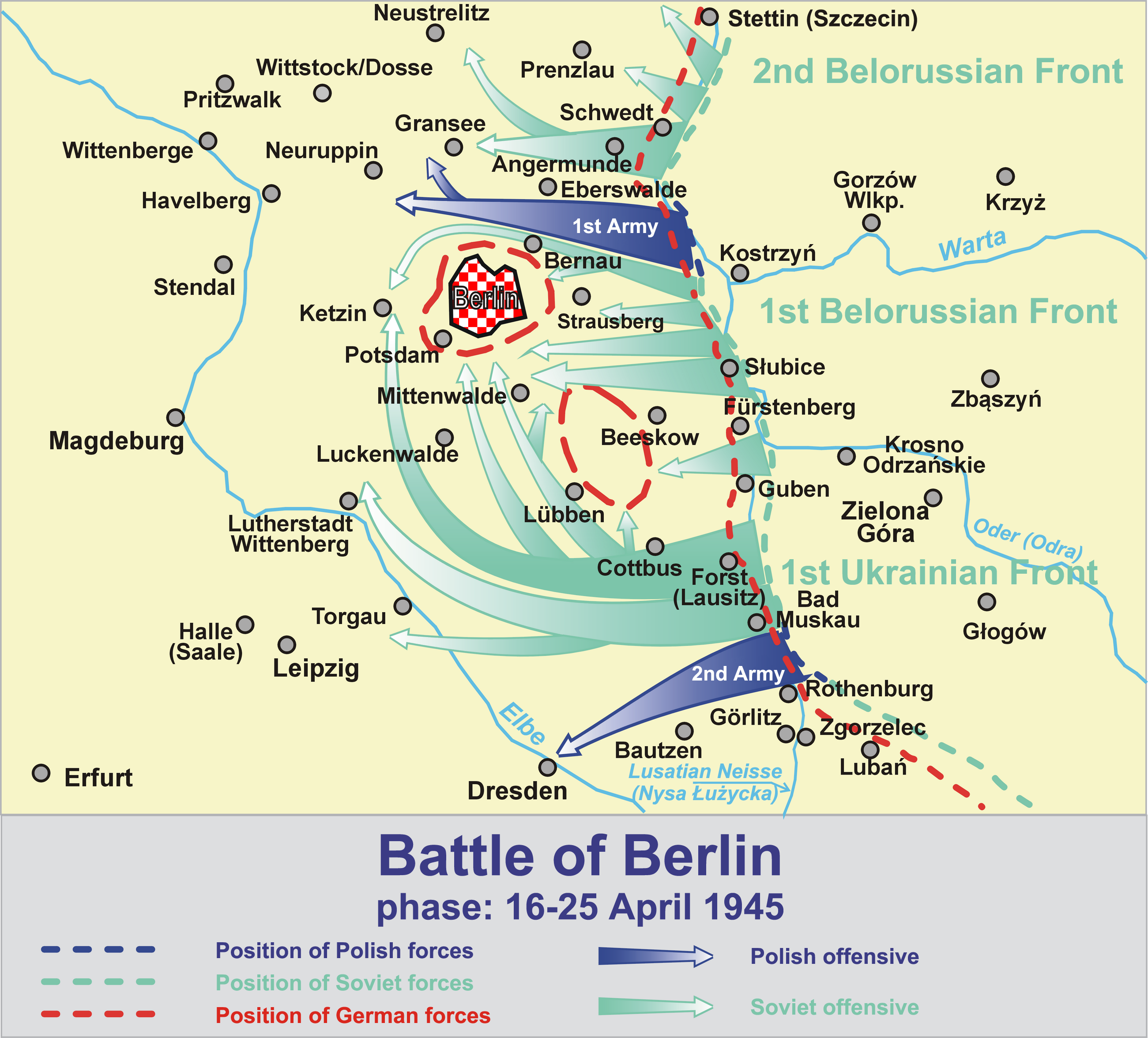
Slag om Berlijn

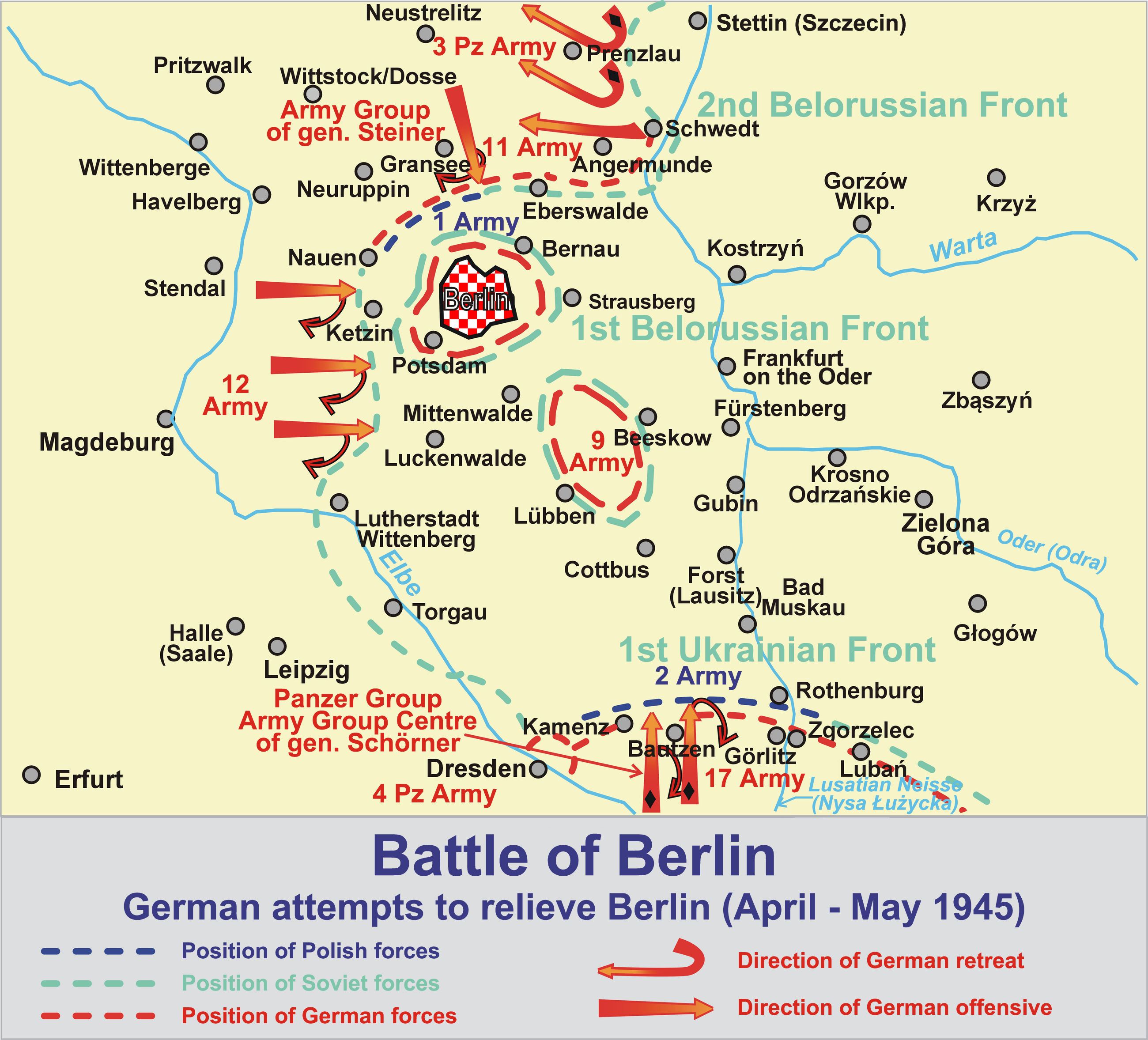
Slag om Berlijn

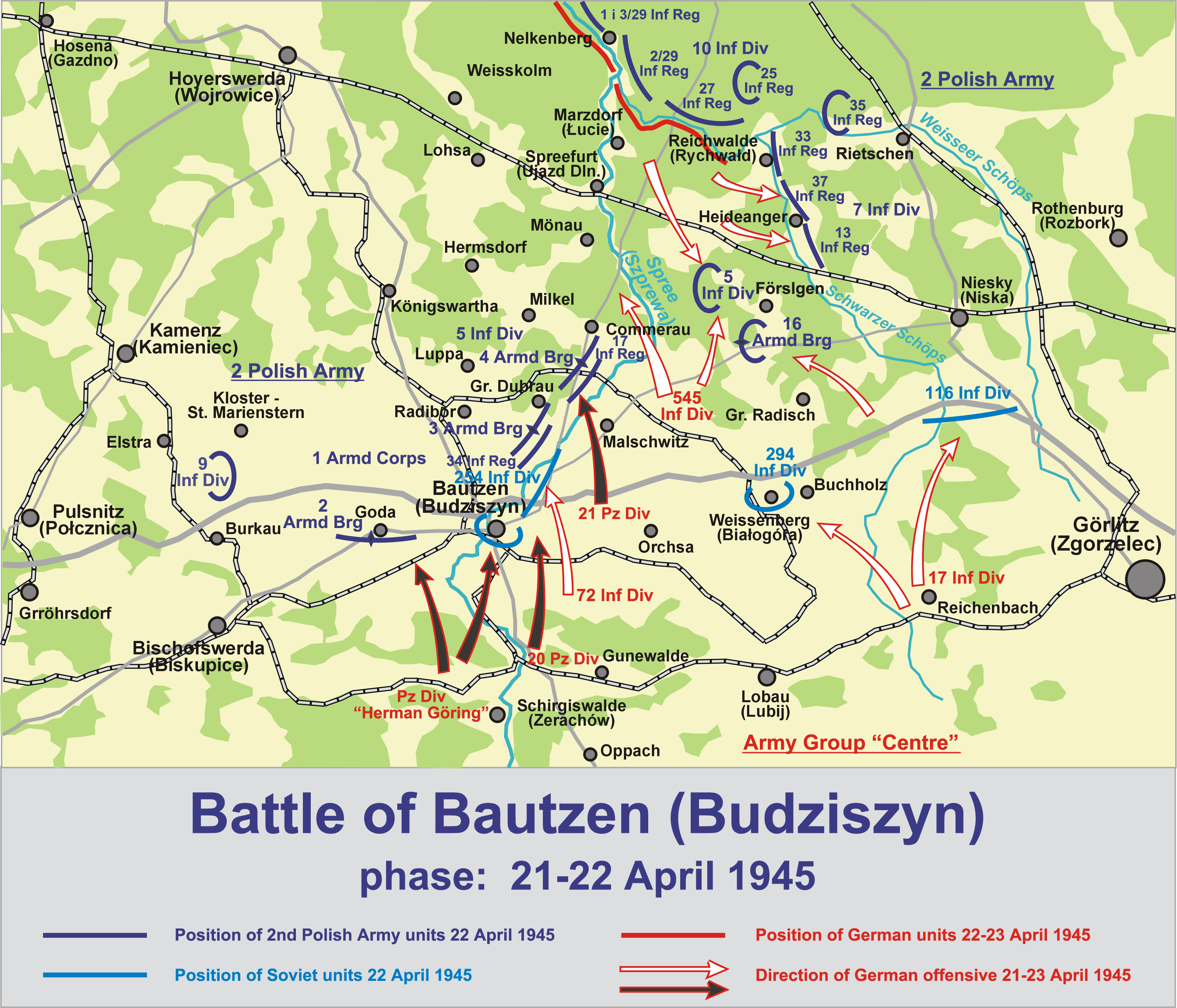
Kaart van de Slag bij Bautzen (1)

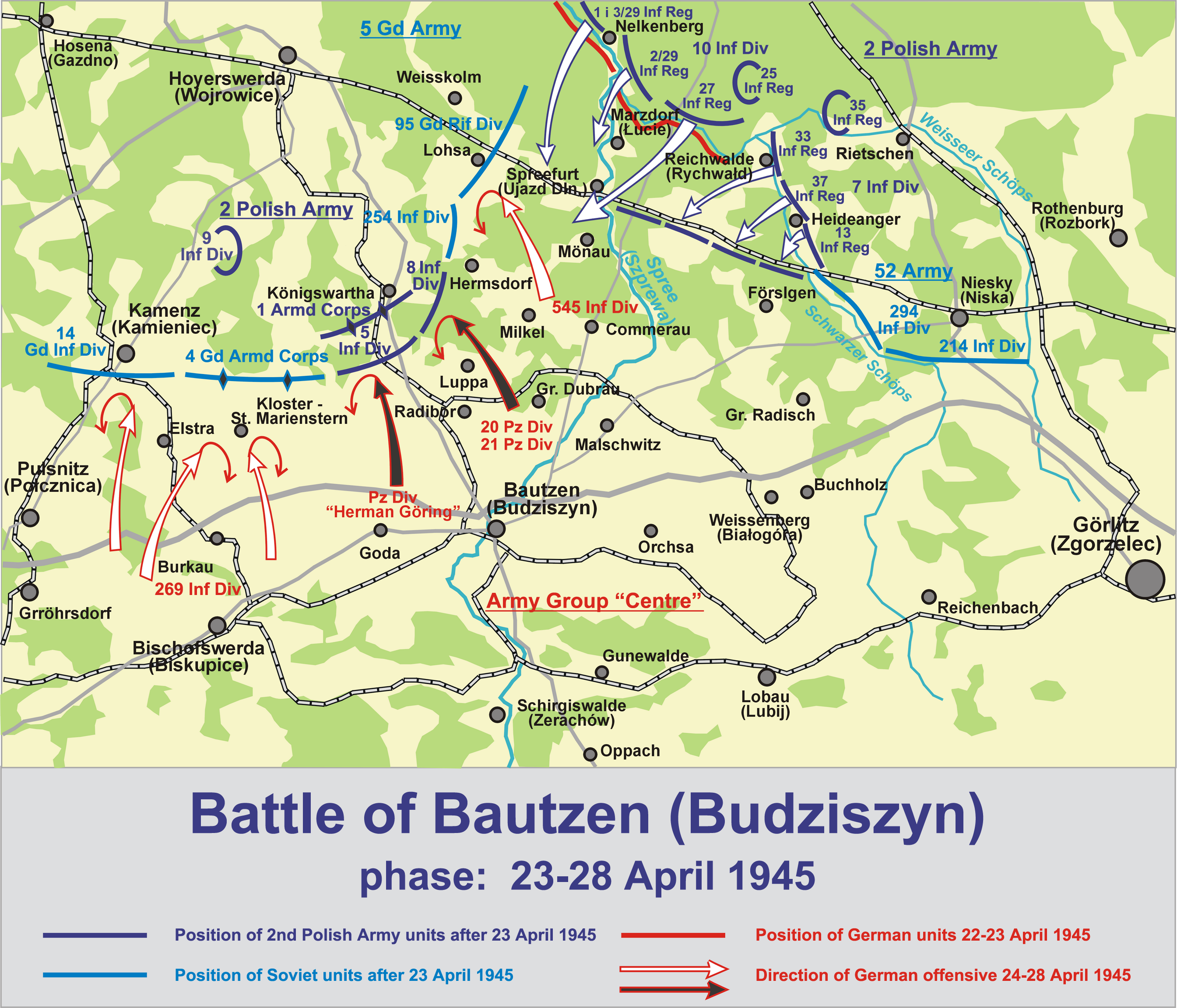
Kaart van de Slag bij Bautzen (2)

### Opmars naar Dresden
Op 21 april was er een gat ontstaan tussen de Poolse infanterie-eenheden (de 8e en 9e Infanteriedivisies) en 1e Pantserkorps die naar Dresden oprukten en de Poolse eenheden die de Muskauer Frost aan het innemen waren. De 7e en 10e Infanteriedivisies waren langs de Neisse in gevecht en de 5e Infanteriedivisie en 16e Tankbrigade waren onderweg tussen deze twee groepen. De Poolse troepen waren over een linie van 50 km verspreid. De Duitsers maakten hiervan gebruik door in dit gat te duiken. De gevechten daar begonnen op 21 april. In het westen begon de 20e Pantserdivisie met de aanval op Bautzen, terwijl in het oosten de 17e Infanteriedivisie richting Niesky en Weißenberg optrok, waarbij ze diverse omsingelde Duitse eenheden redden. De Duitsers vielen aan rondom Bautzen, tussen de linies van het Poolse 2e Leger en het Sovjet 52e Leger, zo'n 40 km ten noordoosten van Dresden en 25 km ten westen van Görlitz, waarbij ze de Sovjeteenheden van het 48e Infanteriekorps voor zich uit dreven in de richting van Spremberg. In eerste instantie zette de Poolse generaal Świerczewski zijn aanval op Dresden door, wat leidde tot een toenemende chaos in de Poolse troepen, omdat veel verbindingen waren doorgesneden.
De Duitsers wisten de overgebleven troepen in het Muskauer Forst te bereiken en chaos te veroorzaken binnen de plaatselijke Poolse en Sovjeteenheden. Het Poolse 2e Leger verloor haar samenhang en viel in vier groepen uiteen. Diverse eenheden van het Poolse 2e Leger werden omsingeld. De Poolse 5e Infanteriedivisie en de 16e Tankbrigade werden van achteren aangevallen en leden zware verliezen. De staf van de 5e Divisie, alleen verdedigd door enkele genisten en rekruten, kwam onder vuur te liggen. Ze kon uiteindelijk uitbreken naar de 16e Tankbrigade, maar die eenheid werd op zijn beurt vrijwel vernietigd nabij Förstgen, waar het 90 procent van de manschappen verloor. Van de 1300 soldaten overleefden er maar 100 de gevechten. De commandant van de Poolse 5e Infanteriedivisie, generaal Aleksander Waszkiewicz, werd gedood tijdens deze gevechten. In het dorp Niederkaina, tegenwoordig een wijk van Bautzen, werden tussen de 196 en 300 Duitse leden van de Volkssturm opgesloten in een schuur, die daarna in brand werd gestoken door terugtrekkende Poolse en Sovjetsoldaten.
Tegen 23 april had de Duitse aanval de Schwarzer Schöps rivier bereikt in het oosten en de dorpen Lohsa, Oppitz en Grossdubrau in het westen. De hoofdmacht van de Duitse troepen bevond zich in het beboste gebied rondom Lohsa. De Duitsers zetten hun aanval voort in de richting van Königswartha en Hoyerswerda.

### Poolse terugtocht
Uiteindelijk zette Świerczewski zijn aanval op Dresden stop en gaf hij zijn troepen het bevel terug te trekken en het gat te dichten. Op 22 april gaf hij het 1e Pantserkorps bevel om te draaien en de middelste sector te ondersteunen. De 8e Infanteriedivisie werd ook teruggeroepen, maar de 9e Infanteriedivisie bleef in de buurt van Dresden achter. Een tijd lang had Świerczewski geen contact met zijn superieuren, waaronder maarschalk Konev. Konev stuurde zijn chef-staf, generaal Ivan Petrov, en zijn chef operaties, generaal Vladimir Kostilev, naar het front om de situatie aldaar te beoordelen. Petrov wist de communicatie te herstellen en verving Świerczewski met Kostilev vanwege de incompetentie van de Poolse generaal. Om de situatie te stabiliseren, stuurde Konev acht divisies van zijn 1e Oekraïense Front naar de Poolse posities. De Sovjet 14e en 95e Garde Infanteriedivisies kregen, samen met het 4e Garde Tankkorps, opdracht in de richting van Kamenz, Königswartha en Sdier op te rukken om de Duitse opmars naar het noorden een halt toe te roepen. Het 2e Luchtleger werd ook toegewezen aan deze sector.
Ondertussen verliep de Duitse aanval ten zuidoosten van Bautzen zeer succesvol. De Sovjet 294e Infanteriedivisie werd bij Weißenberg omsingeld door de Brandenburg divisie. Tijdens de daaropvolgende uitbraak op de 24e werd het grootste deel van de 294e divisie vernietigd. Tegelijkertijd wist de 20e Pantserdivisie vanuit het zuiden contact te leggen met de troepen die in de stad zelf belegerd werden. De commandant van de 20e Pantserdivisie, generaal Hermann von Oppeln-Bronikowski, gaf onmiddellijk bevel Bautzen verder binnen te trekken. Samen met de belegerde troepen wist hij de stad binnen te treden. Een haastig samengestelde Poolse tegenaanval wist geen succes te behalen en het grootste deel van Bautzen werd na enkele dagen zware straatgevechten heroverd op de Polen en Sovjets. In de daaropvolgende dagen werden de overgebleven verzetshaarden uitgeschakeld. Buiten de stad liep de Duitse opmars stuk op een tekort aan brandstof. De herovering van Bautzen was een van de laatste Duitse tactische successen aan het Oostfront.
Tegen 25 april waren de Poolse eenheden erin geslaagd zich te stabiliseren langs een linie die tussen Kamenz en Heideanger liep. Die dag ontving Schörner van Hitler felicitaties wegens diens 'overwinning'. De Poolse 7e en 10e Infanteriedivisies kregen bevel richting Sdier-Heideanger op te trekken. Deze opmars verliep langzaam en de 10e divisie wist een gebied ten noorden van Spreefurt te bereiken. De Sovjettroepen op de rechterflank wisten tegelijkertijd een weg richting Königswartha in handen te krijgen.
De 9e Divisie was ondertussen alleen achtergebleven na de afgebroken Poolse aanval op Dresden. Op 26 april kreeg de divisie het bevel zich terug te trekken. Tijdens haar terugtocht werd het echter onderschept door Duitse eenheden en leed het zware verliezen. De divisie was zonder de benodigde veiligheidsmaatregelen teruggetrokken, onder de aanname dat de te nemen route veilig was. Maar de Duitsers wisten Poolse documenten in handen te krijgen waar de route in stond. Bovendien was er ook weinig coördinatie tussen de eenheden. Zo leed het 26e Infanterieregiment van de 9e Divisie zware verliezen (75 procent) in de 'vallei des doods' rondom Panschwitz-Kuckau en Crostwitz. Een Pools medisch konvooi van dezelfde divisie liep nabij Horka in een hinderlaag en werd het meeste medisch personeel en gewonden geëxecuteerd (ongeveer 300 slachtoffers). Alleen kapelaan Jan Rdzanek wist de slachtpartij te overleven. De commandant van de divisie, kolonel Aleksander Łaski, werd gevangen genomen. Als gevolg van de zware verliezen hield de 9e Divisie op te bestaan en de overgebleven soldaten sloten zich aan bij de Sovjet 19e Garde Infanteriedivisie.
Volgens sommige bronnen kwam de veldslag ten einde op 26 april, hoewel er nog tot 30 april schermutselingen plaatsvonden in de regio. Andere bronnen meldden dat er tot 27 april nog zware gevechten plaatsvonden en dat de Duitse aanval pas op 28 april volledig tot stilstand kwam. Aan het einde van de maand hadden de Poolse en Sovjettroepen de Duitse aanval afgeslagen en bereidden ze zich voor op een offensief richting Praag.

## Nasleep

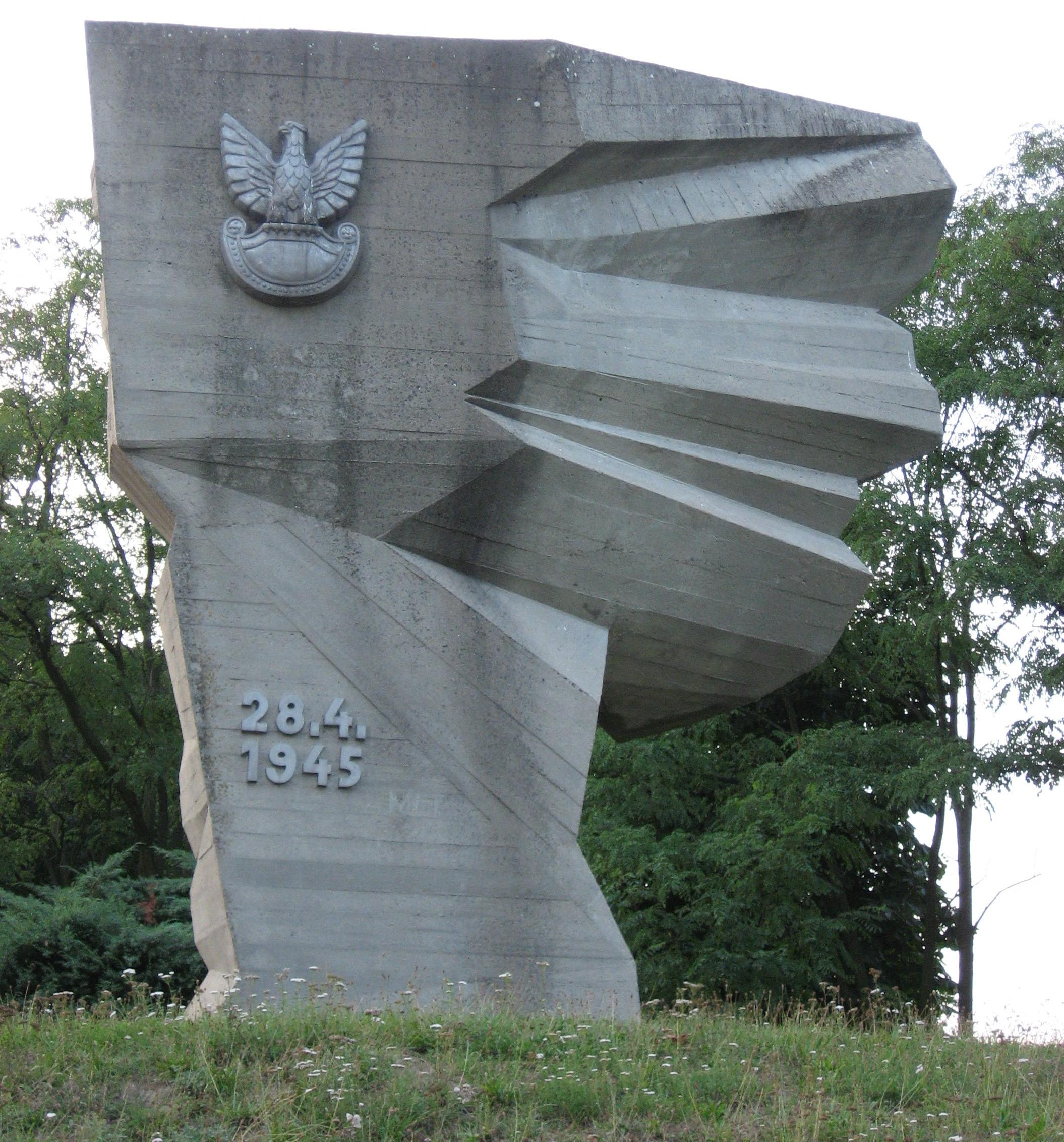
Herdenkingsmonument voor gevallen Poolse soldaten in Crostwitz

Beide zijden leden zware verliezen. Met name de Poolse verliezen waren zeer hoog. In een relatief kort tijdsbestek verloor het Poolse 2e Leger meer dan 22% van haar manschappen en 57% van haar tanks en pantservoertuigen (ongeveer 200 in totaal). Officiële bronnen spreken van 18.000 slachtoffers (waaronder 5000 doden). Sommige bronnen stellen echter dat er 25.000 slachtoffers vielen aan Poolse zijde. Volgens de Poolse historicus Zbigniew Wawer was dit de meest bloedige veldslag waar het Poolse leger bij betrokken was sinds de Slag bij de Bzura in 1939.
De Duitse verliezen waren ook groot, maar minder dan er aan Poolse en Sovjetzijde vielen. Toen  schatten Poolse verliezen het aantal Duitse slachtoffers op 6500 man, wat tegenwoordig wordt gezien als te veel. De Duitse troepen wisten niet door te breken en Berlijn te hulp te schieten. Ze wisten echter wel zware verliezen toe te brengen aan de plaatselijke Poolse en Sovjettroepen en de Poolse aanval op Dresden te stoppen (de stad bleef tot de Duitse capitulatie op 9 mei in Duitse handen). De succesvolle herovering van Bautzen, Weißenberg en omliggende gebieden wordt gezien als een van de laatste succesvolle Duitse tegenaanvallen van de oorlog. Bautzen en omgeving bleven tot de Duitse capitulatie in Duitse handen. Hoewel de veldslag geen strategische invloed had op de gevechten in Berlijn, maakte het de ontsnapping naar het westen van de betrokken Duitse eenheden en talloze vluchtelingen mogelijk.

## Geschiedschrijving

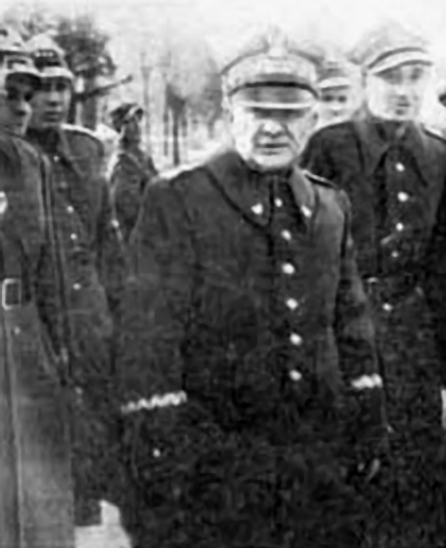
Generaal Karol Świerczewski

Ondanks de zware Poolse verliezen - of volgens een historicus, juist vanwege deze verliezen - wordt de veldslag nagenoeg genegeerd in de Poolse geschiedschrijving. In de periode van de Poolse Volksrepubliek werd het enkel omschreven als een zware, maar succesvolle veldslag. Na de val van het communisme zijn hedendaagse Poolse historici veel kritischer geworden op de bevelvoering van Świerczewski en houden ze zijn aanval op Dresden verantwoordelijk voor de bijna-vernietiging van de Poolse troepenmacht. Świerczewski's incompetentie omvatte, volgens sommige bronnen, het dronken leiding geven aan de gevechten. Hij werd korte tijd ontheven van zijn bevel door maarschalk Konev, maar door de steun van het Sovjet oppercommando (met name de NKVD) bleef hij niet alleen in functie, maar werden alle controverses in de doofpot gestopt en na de oorlog werd hij alom gezien als een held. De beslissingen van de andere Poolse officieren wordt ook bekritiseerd, zoals die van de commandant van de 9e Infanteriedivisie om zonder voldoende verkenning zich terug te trekken.
In het hedendaagse Polen wordt de uitkomst van de veldslag gezien als een kostbare overwinning voor de Poolse en Sovjettroepen. Ondanks de zware verliezen vond er geen doorbraak plaats in de Poolse linie en mislukte het Duitse offensief.